# Juan Alba
Juan Pedro Martínez Alba Júnior (Campinas, 6 de abril de 1965) es un actor, presentador y cantante brasileño.

## Carrera

### Televisión
- 1978 -  Ciranda, Cirandinha  -episodio: "Soñado, Tá soñado"
- 1999 -  Terra Nostra  -Joshua
- 2001 -  Rueda de la vida  -Alan Lee
- 2002 -  Marisol  -Dr. Rubens Linhares
- 2002 -  Malhação  - Paulinho
- 2004 -  Seus Olhos (telenovela) - Tiago
- 2006 -  Malhação  -Marcus Aurelio Andrade
- 2007 -  Siete pecados  - Rodolfo Santana
- 2008 -  Dos chicos  -delegado Silva
- 2008 -  Nada lindo  - Severo Neto
- 2008 -  Consejos de un seductor  -Luiz Wagner
- 2008 -  Toma Lá, Dá tượng  -Detective Mendes
- 2008 -  Os Mutantes  -Attila Ferraz
- 2009 -  Promesas de amor  -Attila Ferraz
- 2009 -  El precio justo  -presentador
- 2010 -  La historia de Esther  - Abiail
- 2011 -  Rebelde  -Leonardo Maldonado

### Cine
- 2002 - Histórias Olhar
- 2002 - Lost Zweig
- 2004 - Buscó
- 2004 - Los quince
- 2005 -  Cosa de mujer  ... Dora Attorney